# Cyro de Mattos
Cyro Pereira de Mattos o simplemente Cyro de Mattos (Itabuna, 31 de enero de 1939) periodista, abogado, cuentista, novelista, novelista, poeta, ensayista. "Realmente un escritor muy brasileño por el tema y el lenguaje. El tema es el pueblo brasileño más humilde y típico y el lenguaje refinado y exacto realza el dramatismo de la acción, evitando cualquier vulgaridad de sentimiento."

## Biografía
Cyro Pereira de Mattos nació en Itabuna, el 31 de enero de 1939, hijo de Augusto José de Mattos y Josefina Pereira de Mattos. En 1962 se licenció en derecho en la Facultad de Derecho de la Universidad Federal de Bahía. Fue redactor del Diário de Notícias, Jornal do Comércio y O Jornal, en Río de Janeiro; de 1966 a 1971 colaboró con artículos y cuentos en la revista A Cigarra, Cadernos Brasileiros e Leitura y en el Suplemento do Livro del Jornal do Brasil. Posteriormente comenzó a colaborar en Revista da Bahia (Salvador), Exu (Fundação Casa de Jorge Amado ), Quinto Império (Gabinete de Lectura Portuguesa en Bahía), Cultural A Tarde (Jornal A Tarde, Salvador) O Escritor (Unión Brasileña de Escritores, São Paulo). Colaboró con Jornal A Tarde, Jornal da Manhã (Sergipe), Tribuna do Escritor, RioArtes (Río de Janeiro), Suplemento Literário de Minas Gerais (Belo Horizonte), Revista de Literatura Brasileira (São Paulo) y Literatura (Brasília).
Es una entrada en el Nuevo Diccionario de la Lengua Portuguesa, de Aurélio Buarque de Holanda Ferreira; Diccionario Literario Brasileño, de Raimundo de Menezes; Enciclopedia de la literatura brasileña, de Afrânio Coutinho; Literatura y Lengua, de Nelly Novaes Coelho; Navegación de Cabotaje, de Jorge Amado; “Bibliografía crítica del cuento brasileño”, de Celuta Moreira Gomes y Theresa da Silva Aguiar, y “ Enciclopédia Barsa ”. Es un abogado jubilado después de haber prestado servicio militar durante 40 años en las regiones de la región cacaotera de Bahía.
Ha publicado más de 60 libros de diferentes géneros, además de organizar diez antologías y colecciones. También se publica en Portugal, Italia, Francia, España, Alemania, Dinamarca, Rusia y Estados Unidos. Tiene premios literarios en Brasil y en el exterior, y, entre ellos, el Premio Nacional de Ficción Afonso Arinos, de la Academia Brasileña de Letras, con el libro "Os Brabos"; Premio Jabuti (mención de honor), por el libro "Os Recuados", Premio APCA por el libro infantil "O Menino Camelô", Premio Nacional de Poesía Ribeiro Couto, con el libro "Cancioneiro do Cacau", Premio Nacional de Ficción Pen Clube do Brasil por la novela “Os Ventos Gemedores” y Premio Nacional Ciudad de Manaus, por el libro “Historias de Encanto e Espanto”, diez veces primer lugar en los concursos literarios de la Unión Brasileña de Escritores (Río). Obtuvo el segundo lugar por obra publicada en el Concurso Internacional de Literatura Maestrale Marengo d'Oro, Génova, Italia, con el libro “Cancioneiro do Cacau” y el segundo lugar por obra inédita con el libro “Poemas Escolhas/Poesie scelte”. Fue uno de los cuatro finalistas del Premio Internacional de Literatura de la Revista Plural, en México, con la novela corta “Coronel, Cacaueiro e Travessia”. En 2020 recibió el Premio Conjunto de Obra de la Academia de Letras da Bahia e Eletrogóes. Es miembro del Pen Club de Brasil. Primer doctor honoris causa de la Universidad Estatal de Santa Cruz (Bahía). Galardonada con la Medalla Zumbi dos Palmares del Ayuntamiento de Salvador (2020) y la Mención Dois de Julho de la Asamblea Legislativa del Estado de Bahía (2023).
Participó como invitado en el III Encuentro Internacional de Poetas de la Universidad de Coimbra, en Portugal, 1998, la Feria del Libro de Frankfurt, en 2010, el XVI Encuentro Iberoamericano de Poetas en Salamanca, España, en 2013, y el Congreso Internacional Festival Literario de Cachoeira (Fliquinha), Bahía, en 2014.
Ganó el Premio Casa Cubana de las Américas en 2023 con el libro Infância com Bicho e Pesadelo y otras historias, “por ser un libro que absorbe al lector con sus narraciones poéticas de una inquietante ligereza”.

## Académico
Miembro de la Cátedra 22 de la Academia de Letras de Bahía. Miembro de las Academias de Letras de Ilhéus e Itabuna.

## Libros
- Os Brabos, novelas, Civilização Brasileira, Rio de Janeiro, 1979.
- Cantiga Grapiúna, poesia, Edições GRD, São Paulo, 1981.
- No Lado Azul da Canção, poesia, Editora Cátedra, Rio, 1984.
- Lavrador Inventivo, poesia, Editora Cátedra, Rio, 1984.
- Duas Narrativas Rústicas, ficção, Editora Cátedra, Rio, 1985.
- Os Recuados, contos, Editora Tchê!, Porto Alegre, 1987.
- Viagrária, poesia,  Roswitha Kempf Editores, São Paulo, 1988.
- O Menino Camelô, infantil, Atual Editora, São Paulo, 1991.
- Palhaço Bom de Briga, infantil, Editora L&PM, Porto Alegre, 1993.
- O Circo do Cacareco, infantil, Atual Editora, São Paulo, 1998.
- O Mar na Rua Chile, crônicas, Editus (UESC), Ilhéus, Bahia, 1999. Finalista do Jabuti.
- Cancioneiro do Cacau, poesia, Ediouro, Rio, 2002. Finalista do Jabuti.
- Os Enganos Cativantes, poesia, Fundação Cultural do Estado da Bahia, Salvador, 2002.
- Vinte Poemas do Rio, português-inglês, Editus, Editora da UESC, Ilhéus, Bahia, 2003.
- Canto a Nossa Senhora das Matas, poesia, português-alemão, Fundação Casa de Jorge Amado, Salvador, 2004.
- O Goleiro Leleta, infantojuvenil, Editora Saraiva, São Paulo, 2005.
- De Cacau e Água, poesia, Edições Macunaíma, Salvador, 2006.
- Alma Mais que Tudo, poesia, Editora LGE,  Brasília, 2006.
- Poemas Escolhidos, Editora Escrituras, São Paulo, 2007.
- O Menino e o Boi do Menino, infantil, Editora Biruta, São Paulo, 2007.
- O Menino e o Trio Elétrico, infantil, Atual Editora, São Paulo, 2007.
- Roda da Infância, novela, Editora Dimensão, Belo Horizonte, 2009.
- Histórias do mundo que se foi, Editora Saraiva, São Paulo, 2009.
- O Velho Campo da Desportiva, crônicas, Editora LGE, Brasília, 2010.
- Vinte e Um Poemas de Amor, Dobra Editorial, São Paulo, 2011.
- Lorotas, Caretas e Piruetas, infantil, Editora RHJ, Belo Horizonte, 2011.
- Natal das Crianças Negras, narrativa, livro. Com Editora, Lauro de Freitas, Bahia, 2012.
- Berro de Fogo e Outras Histórias, Editus, Ilhéus, Bahia, 2013.
- Ecológico, poesia, EDUNEB, Salvador, 2013.
- Onde Estou e Sou, poesia, português-espanhol, Editora LER, Brasília, 2013.
- Um Grapiúna em Frankfurt, crônicas, Dobra Editorial, São Paulo, 2013.
- A Casa Verde e Outros Poemas, Editora Mondrongo, Itabuna, Bahia, 2014.
- O Que Eu Vi por Aí, infantil, Editora Biruta, São Paulo, 2014.
- Oratório de Natal, infantil,  Editora Duna Dueto, São Paulo, 2014.
- Os Ventos Gemedores, romance, Editora Letra Selvagem, Taubaté, São Paulo, 2014.
- Fissuras e Rupturas: Verdades, contos, Editora Via Litterarum, Ibicaraí, Bahia, 2015.
- Poemas da Terra e do Rio, português-inglês, Editora Via Litterarum, 2015.
- O Circo no Quintal, infantil, Editora Via Litterarum, 2015.
- Minha Feira Tudo Tem Como Onda Vai Vem, infantil, Editora Via Litterarum, 2015.
- Minha Turma Agora Dorme, infantil, Editora Via Litterarum, 2015.
- A Anotação e a Escrita, ensaio, Via Litterarum, 2016.
- O Velho e o Velho Rio, contos e novelas, Editora Escrituras, São Paulo, 2016.
- Todo o Peso Terrestre, contos, Editora Mondrongo, Itabuna, 2017.
- As Criações de Adonias Filho, ensaio,  Publicações da Academia Brasileira de Letras,  Rio, 2017.
- Histórias de Encanto e Espanto, Editora Penalux, São Paulo, 2019.
- Poemas de Terreiro e Orixás, Edições Mazza, Belo Horizonte, 2019.
- Infância com Bicho e Pesadelo e Outras Histórias, edição da Academia de Letras da Bahia e Assembleia Legislativa da Bahia, Salvador, 2020. Prêmio Literário Casa das Américas 2023.
- Prosa e Poesia no Sul da Bahia, um testemunho crítico,  ensaio, Editora Via Litterarum, Ibicaraí, Bahia, 2020.
- Nada Era Melhor, romance da infância, Editus, editora da UESC, Ilhéus, Bahia, 2020.
- Pequenos Corações, contos, Editus, editora da UESC, Ilhéus, Bahia, 2020.
- O Discurso do Rio, poesia, Editus, editora da UESC, Ilhéus, Bahia, 2020.
- Devoto do Campo, poesia,  Editus, editora da UESC, Ilhéus, Bahia, 2020.
- Canto até Hoje, obra poética completa, Fundação Casa de Jorge Amado, Salvador, Bahia, 2021.
- Kafka Faulkner Borges e Outras Solidões Imaginadas, EDUEM - Editora da Universidade Estadual de Maringá, Maringá, PR, 2021.
- Gabriel García Márquez e Outras Crônicas, Editus, editora da UESC, Ilhéus, Bahia, 2021.
- Guitarra de Salamanca, poesia, edição bilíngue português-espanhol, Editora Espelho D'Alma, São Paulo, 2021.
- Poesia de Calça Curta, infantil, Editus (UESC), Ilhéus, Bahia, 2022. Coleção O Menino Poeta.
- Existe Bicho Bobo?, infantil, Editus (UESC), Ilhéus, Bahia, 2022. Coleção O Menino Poeta.
- Responda Certo Se For Esperto, infantil, Editus (UESC), Ilhéus, Bahia, 2022. Coleção O Menino Poeta.
- A Poesia É Um Mar Venha Comigo Navegar, infantil, Editus (UESC), Ilhéus, Bahia, 2022. Coleção O Menino Poeta.
- Tiquinho de Ternura, infantil, Editus (UESC), Ilhéus, Bahia, 2022. Coleção O Menino Poeta.
- Os Saberes nas Narrativas de Jorge Amado, ensaio, Fundação da Casa de Jorge Amado/Editora da Assembleia  Legislativa Estadual da Bahia, Salvador, Bahia, 2022.
- República Pinapá do Piripicado, romance transgressivo, Editora Via Litterarum, Itabuna, Bahia, 2022.
- Águas de meu rio, poesia, editora Ibis Libris, Rio de Janeiro, 2022.
- Capanga de Sonetos, poesia, editora Via Litterarum, Ibicaraí, Bahia, 2023.

EN EL EXTERIOR
- Veinte poemas del río, edición inglés-portuguesa, traducción de Manuel Portela, Editora Palimage, Coimbra, Portugal, 2005.
- Ecológico, antología, Editora Palimage, Coimbra, Portugal, 2006.
- Poesía, traductor Fred Ellison. En "The Dirty Goat", #17, editores Joe Bratcher y Elzbieta Szoka, Host Publications, Austin, Texas, EE. UU. 2007.
- Poesie della Bahia/Poesia da Bahia, antología, bilingüe, traducción de Mirella Abriani, Editora Runde Taarn, Varese, Italia, 2008.
- Zwanzig Gedichte von rio und andere Gedichte, antología, traducción de Curt Meyer Clason, Projekte-Verlag, Halle, Alemania, 2009.
- Canti della terra e dell'acqua/Cantos da terra e da agua, antología, traducción de Mirella Abriani, Editora Romar, Milán, Italia, 2010, Premio Internacional Leodegário Azevedo Filho de la Unión Brasileña de Escritores, Río de Janeiro, 2010.
- De tes instants dans le poème/De Tes Instants no Poem, antología, traducción de Pedro Vianna, Editions du Cygne, Coleção Poesia do Mundo, París, 2012, Premio Internacional Jean Paul Mestas de la Unión Brasileña de Escritores, Río de Janeiro, 2013.
- Il bambino y el trío eléctrico, traducción de Mirella Abriani, Editora Romar, Milán, Italia, 2013. Premio María Alice de Lucas de la Unión Brasileña de Escritores, Río de Janeiro, 2008.
- Veintiún poemas de amor, Editorial Palimage, Coimbra, Portugal, 2013.
- Poemas Iberoamericanos, Palimage, Portugal, 2016.
- Poesie brasiliane della Bahia, traducción de Mirella Abriani, Editore Aracne, Roma, 2017.
- Donde estoy y soy, traducción de Alfredo Pérez Alencart, Editorial Verbum, Madrid, 2017.
- Il bambino camelô, traducción de Antonella Rita Roscili, Editora Aracne, Roma, 2018. Premio Asociación Paulista de Críticos de Arte, 2001.
- Natale dei Bambini Neri, racconto, traducción de Mirella Abriani, Editora Aracne, Roma, 2018.
- O Discurso do Rio, poesía, Editora Palimage, Coimbra, Portugal, 2020.
- Guitarra de Salamanca, poesía, edición bilingüe portugués-español, Editorial Verbum, Madrid, 2022.